# Ciclos de Smihula
Los ciclos de Smihula (o los ciclos de revoluciones tecnológicas de Smihula, los ciclos económicos de las revoluciones tecnológicas) son ciclos de progreso tecnológico a largo plazo que se reflejan también en los ciclos económicas a largo plazo.  Son una noción crucial de la teoría del progreso tecnológico de Daniel Šmihula . 

## Características de la teoría.
La teoría de Smihula sobre las olas de revoluciones tecnológicas se basa en la idea de que las principales innovaciones tecnológicas se introducen en la sociedad y la economía no de manera continua, sino en oleadas específicas, y el lapso de tiempo de estas olas se está reduciendo debido al progreso tecnológico.
El período de tiempo con la mayor concentración de innovaciones tecnológicas se denomina "revolución tecnológica". Un período de revolución tecnológica (una fase de innovación) se asocia con la reactivación económica.  
Cuando se dispone de tecnologías nuevas pero también ya probadas y confiables, el interés en el nuevo desarrollo tecnológico disminuye temporalmente y las inversiones se desvían de la investigación a su máxima utilización práctica. Este periodo lo podemos designar como una fase de aplicación. También está asociado con el crecimiento económico y quizás incluso con un auge económico. Sin embargo, en un momento determinado, la rentabilidad (relación beneficio / precio) de nuevas innovaciones y nuevos sectores disminuye al nivel adquirido de los sectores tradicionales más antiguos. Los mercados están saturados de productos tecnológicos (saturación del mercado : todo el mundo tiene un teléfono móvil, cada ciudad pequeña tiene una estación de ferrocarril) y las nuevas inversiones de capital en este sector originalmente nuevo no generarán ganancias superiores a la media (por ejemplo, los primeros ferrocarriles conectados son los de las grandes ciudades con muchos pasajeros potenciales, los posteriores tuvieron cada vez más clientes potenciales y, por lo tanto, el nivel de ganancias de cada nuevo ferrocarril fue más bajo que el anterior.   
En este momento , comienza el estancamiento económico y la crisis, pero surge la voluntad de arriesgarse e intentar algo nuevo. El estancamiento y la crisis son, por lo tanto, superados por una nueva revolución tecnológica con nuevas innovaciones que revitalizarán la economía.  Y esta nueva revolución tecnológica es el comienzo de una nueva ola.
La estructura interna de cada onda larga de innovaciones tecnológicas con implicaciones económicas es la siguiente: 
a) Fase de innovación - revolución tecnológica (un resurgimiento económico después de la crisis del final de una ola anterior) 
b) fase de aplicación (un boom económico) 
c) saturación de la economía y la sociedad con innovaciones, imposibilidad de un mayor crecimiento (una crisis económica) 

## Revoluciones tecnológicas
En la teoría de Smihula, las revoluciones tecnológicas son el principal motor del desarrollo económico y, por lo tanto, los ciclos económicos a largo plazo dependen de estas olas de innovación tecnológica. Smihula identificó durante la era moderna en la sociedad seis oleadas de innovaciones tecnológicas iniciadas por revoluciones tecnológicas (una de ellas es una revolución hipotética en el futuro cercano). A diferencia de otros académicos, creía que es posible encontrar revoluciones tecnológicas similares y olas económicas a largo plazo que dependen de ellas incluso en la era pre-moderna. (Esta es la parte más original de la teoría de Smihula.  ) 
Ondas tecnológicas premodernas:
| Ola | Período      | Revolución tecnológica                 | Las innovaciones más importantes. |
| A.  | 1900–1100 aC | Revolución tecnológica indoeuropea     | Cría de caballos, carros, hierro |
| B.  | 700–200 aC   | Revolución tecnológica celta y griega. | Herramientas y armas de hierro, civilización clásica griega.                                                                                                 |
| C.  | 300–700 dC   | Revolución tecnológica germano-eslava  | Rotación de cultivos en dos campos, mejoras en la metalurgia del hierro, arado pesado, lancha, estribos de los caballos                                      |
| D.  | 930–1200     | Revolución tecnológica medieval        | Collar de caballo, herraduras, molinos de agua y viento, papel, fertilización, caballería pesada, ballesta, rotación de cultivos de tres campos, universidad |
| E.  | 1340–1470    | Revolución tecnológica renacentista    | Anteojos, armas de fuego, rueda giratoria, números hindú-árabes, alto horno, tipografía, reloj, astrolabio, compás, velas oceánicas                          |

Ondas tecnológicas modernas:
| Ola | Período        | Revolución tecnológica                                   | Los sectores líderes.                                                                                     |
| 1.  | 1600–1740      | Revolución Financiero-agrícola                           | Finanzas, agricultura, comercio                                                                           |
| 2.  | 1780–1840      | Revolución industrial                                    | Textil, hierro, carbón, ferrocarriles, canales.                                                           |
| 3.  | 1880–1920      | Revolución técnica                                       | Química, industria electrotécnica, maquinaria.                                                            |
| 4.  | 1940–1970      | Revolución Científico-técnica                            | Industria aérea, industria nuclear, astronáutica, materiales sintéticos, industria petrolera, cibernética |
| 5.  | 1985-2000      | Revolución de la información y de las telecomunicaciones | Telecomunicaciones, cibernética, informática, internet.                                                   |
| 6.  | 2015-2025 (? ) | Hipotética revolución tecnológica de la post-información | Biomedicina, nanotecnología, sistemas de combustibles alternativos.                                       |

La teoría de las ondas de Smihula de las revoluciones tecnológicas es popular entre los partidarios de los ciclos económicos largos (por ejemplo los Ciclos de Kondratieff) y entre los estudiosos que creen que la crisis económica en 2007–2012 fue el resultado del estancamiento tecnológico.
El sociólogo ruso AA Davydov cree que incluso identificó una fórmula matemática específica para las longitudes de las ondas de Smihula que se basa en la secuencia de Fibonacci .

## Controversia
Cuando Smihula publicó su teoría en el momento de revivir el interés en los largos ciclos económicos y cuando se aceptaba un vínculo entre los ciclos económicos y las revoluciones tecnológicas (por ejemplo, en las obras de Carlota Pérez), no provocaba una fuerte crítica u oposición. Por otro lado, tiene el mismo problema que las otras teorías de ciclos largos: a veces es difícil respaldarlas con datos exactos y la curva potencial de un desarrollo prolongado siempre se ve modificada por otros factores a corto plazo, por lo que su curso es siempre solo una reconstrucción bastante abstracta. Además, la idea de concentración de la innovación más importante en ciertos períodos fronterizos parece ser muy lógica, pero su verificación depende de una definición muy subjetiva de las innovaciones "más importantes".  La teoría de Smihula sobre los ciclos de innovaciones tecnológicas y los ciclos económicos que dependen de ellas es más popular en Rusia, Brasil e India que en Europa.